# 前芝武史
前芝 武史（まえしば たけし、1972年4月19日 - ）は、日本の彫刻家。
現在（公社）日展（日本美術展覧会）第３科彫刻 会員（2019年、審査員）、（公社）日彫展（日本彫刻会）運営委員・研究誌編集委員、白日会彫刻部 会員・白日会関西支部 副支部長、アカデミック造形研究プロジェクト理事長、美術解剖学会　幹事、大学美術教育学会 会員（元 総務局理事・地区全国理事、元 教科内容学検討委員会彫塑部門代表委員）、美術科教育学会会員。
学位は、修士（芸術学）筑波大学・2000年。
国立大学法人兵庫教育大学大学院学校教育研究科 教授・学校教育学部 教授・大学院連合学校教育学研究科博士課程 教授（Dマル合取得）。
国立大学法人奈良教育大学教育学部 非常勤講師兼任（2022年まで）。
京都芸術大学 非常勤講師兼任（2023年～　彫塑、美術解剖学）
筑波大学附属桐が丘養護学校高等部教諭、兵庫教育大学実技教育研究指導センター助教授、兵庫教育大学大学院学校教育研究科助教授、兵庫教育大学大学院学校教育研究科准教授などを歴任。

## 概要
1972年生まれの日本の彫刻家である。
また、彫塑、素描、美術解剖学を専門とする美術教育者でもあり、筑波大学附属桐が丘養護学校や国立大学法人兵庫教育大学、国立大学法人奈良教育大学などで教鞭を執っている。
大学での授業担当分野は、彫塑、素描、美術教育学、特別支援教育、論文執筆法等、広範囲を占める他、「塊（Mass）の構築」を軸とした造形実技、並びに造形原理、造形論、造形教育論で高い評価を得ている。
また、自らの専門分野、経歴、担当授業から研究は学際的要素が強いのも大きな特徴であり、Maeshiba Method of Modeling Massを核とした実技・論文・教育をリンクさせた研究方法にも定評がある。

## 来歴

### 生い立ち
1972年（昭和47年）に生まれた。大阪府により設置・運営される大阪府立泉北高等学校（首席入学）を経て、1993年（平成5年）4月に国が設置・運営する滋賀大学に進学し、教育学部にて学んだ。教育学部においては、小学校教員養成課程の美術専修に在籍した。
1997年（平成9年）3月、滋賀大学を卒業。それにともない、学士（教育学）の学位を取得した。
以降は科目等履修生として1998年（平成10年）まで在籍した。同年4月、国が設置・運営する筑波大学の大学院に進学し、芸術研究科にて学んだ。芸術研究科においては、美術専攻の彫塑分野に在籍した。
2000年（平成12年）、筑波大学の大学院における修士課程を修了した。それにともない、修士（芸術学）の学位を取得した。2000年（平成12年）4月からは、大学院の芸術学研究科にて学んだ。芸術学研究科においては、芸術学専攻の芸術教育学分野に在籍した。2003年（平成15年）、筑波大学の大学院における博士課程を単位取得退学した。

### 教育者として
文部科学教官として、母校である筑波大学に採用され、2003年（平成15年）4月に附属桐が丘養護学校にて高等部の教諭に就任した。2005年（平成17年）4月、同名の国立大学法人により設置・運営される兵庫教育大学に転じ、実技教育研究指導センターの助教授に就任した。2006年（平成18年）4月、大学院の学校教育研究科の助教授が本務となった。また、学校教育学部の助教授も兼務した。2007年（平成19年）4月、職位が助教授から准教授に変更となった。それにともない、学校教育学部においても准教授を兼務することとなった。2020年（令和2年）4月、兵庫教育大学の大学院にて学校教育研究科の教授に昇任した。それにともない、学校教育学部においても教授を兼務することとなった。なお、兵庫教育大学の大学院には、複数の国立大学によって構成されている連合学校教育学研究科も設置されている。こちらの博士課程においても教鞭を執っており、それに際して2006年（平成18年）9月にいわゆる「D合」を取得し、2008年（平成20年）9月にはいわゆる「Dマル合」を取得している。また、それと並行して他の教育・研究機関でも教鞭を執っている他、2012年には、国立大学法人兵庫教育大学にて、第1回優秀教員表彰を受けている。同名の国立大学法人により設置・運営される奈良教育大学においては、2020年（令和2年）より講師を非常勤で兼任している。前芝ゼミの卒業修了生に関しては、小学校教諭・中学校教諭（美術）・高等学校教諭（美術）・国立大附属特別支援学校教諭の他、大学教員になった者や、彫刻家、日展に複数回に渡り入選し、学長顕彰を受けた者（7名）、日展特選受賞者（2名）、筑波大学大学院や神戸大学大学院にて博士の学位を与えられた者等、多岐にわたるのも特徴である。そして、大学美術教育学会にて有識者会議として設置された教科内容学検討委員会で彫塑部門の代表委員を務めた他、社会貢献として、母校の筑波大学に招聘され、筑波大学彫塑展第２０回記念展（於・湯島聖堂）にて公開講評会講師、神戸大学大学院博士課程にて学外学位審査員、広島大学大学院発達障害事業にて講演会講師、嵯峨御流研修会講師（於・大阪リーガロイヤルホテル鳳凰の間）、日展（大阪展）における作品解説委員（大阪市立美術館）、日彫展における作品解説委員（東京都美術館）、愛知医科大学医学部解剖学研究室における特別講義講師等を務めた。現任の大学で美術部顧問を務める他、インプヴィゼーション系音楽にも精通し、楽器の演奏（特にエレクトリック・ベース）にも長けており、筑波大学附属桐が丘養護学校軽音楽部顧問を務めたほか、現在、兵庫教育大学で軽音楽部顧問を務める。

## 略歴
- 1972年 - 誕生。
- 1997年 - 滋賀大学教育学部卒業[2]。
- 2000年 - 筑波大学大学院芸術研究科修士課程修了[2]。
- 2003年 - 筑波大学大学院芸術学研究科博士課程単位取得退学。
- 2003年 - 筑波大学附属桐が丘養護学校高等部教諭[2]。
- 2005年 - 兵庫教育大学実技教育研究指導センター助教授[2]。
- 2006年 - 兵庫教育大学大学院学校教育研究科助教授[2]。
- 2006年 - 兵庫教育大学大学院連合学校教育学研究科助教授[2]。
- 2006年 - 兵庫教育大学大学院連合学校教育学研究科D合取得[2]
- 2007年 - 兵庫教育大学大学院学校教育研究科准教授[2]。
- 2007年 - 兵庫教育大学大学院連合学校教育学研究科准教授。
- 2008年 - 兵庫教育大学大学院連合学校教育学研究科Dマル合取得[2]
- 2020年 - 兵庫教育大学大学院学校教育研究科教授[2]。
- 2020年 - 兵庫教育大学大学院連合学校教育学研究科教授。
- 2020年 - 奈良教育大学 教育学部非常勤講師 併任[1]（2022年まで）。

## 受賞ほか、主な研究・活動業績
- 1997年 - 白日展一般佳作賞[2]。
- 1998年 - 日彫展奨励賞[2]。
- 2000年 - 白日展白日賞[2]。
- 2004年 - 日彫展努力賞[2]。
- 2006年 - 美術科教育学会『美術教育学』賞奨励賞[2]。
- 2009年 - 日彫展優秀賞[2]。
- 2010年 - 大学美術教育学会　教科内容学検討委員（彫塑部門代表委員）選出[2]。
- 2011年 - 日展特選[2]。
- 2012年 - 白日会彫刻部 特別陳列選抜（国立新美術館）[2]。
- 2012年 - 兵庫教育大学優秀教員表彰[2]。
- 2013年 - 白日展吉田賞[2]。
- 2013年 - 日展特選[2]。
- 2014年 - 神戸大学大学院総合人間科学研究科博士課程　学位学外審査員[2]。
- 2015年 - 公募団体ベストセレクション美術2015選抜（東京都美術館）[2]
- 2015年 - 広島大学大学院教育学研究科特別支援教育講座　講演会講師（広島大学）[2]
- 2017年 - 日展110年記念『日本の美―現代の日展作家』次世代を担う作家に選抜[2]。
- 2018年 - 日本彫刻会俊英作家選抜[2]。
- 2019年 - 筑波大学「彫塑展」公開講評会特別講師（湯島聖堂）[2]。
- 2019年 - 日展審査員に選抜[2]。
- 2019年 - 白日会公開クロッキー講座 実演講師に選抜（国立新美術館）※新型コロナ拡大防止のため実施は延期[2]。
- 2020年 - 日展会員に就任[2]。
- 2021年 - 日展プロモーション動画出演作出演作家に選抜[2]。
- 2021年 - 日展シンポジウムパネリストに選抜（国立新美術館）[2]。
- 2021年 - 教育学会シンポジスト（大阪大谷大学）[2]。
- 2021年 - アカデミック造形研究プロジェクト創設[2]。
- 2022年 - 美術解剖学会　一般公演（東京藝術大学）[2]。
- 2022年 - 前芝武史・アタリサオリ 2人の美術解剖学展（重要文化財・大阪市中央公会堂）[2]。

## 著作

### 寄稿、分担執筆、等
- 原田智仁・關浩和・二井正浩編著「美術と人間形成 ―教員並びに教員養成系大学に向けた教科内容学的考察―」『教科教育学研究の可能性を求めて』風間書房、2017年。ISBN 9784759921779